# Терральба
Терральба (італ. Terralba, сард. Terrarba) — муніципалітет в Італії, у регіоні Сардинія,  провінція Ористано.
Терральба розташована на відстані близько 410 км на південний захід від Рима, 70 км на північний захід від Кальярі, 21 км на південь від Ористано.
Населення — 10 295 осіб (2014).

## Демографія
Населення за роками:

Станом на 1 січня 2023 року в муніципалітеті офіційно проживали 163 іноземці з 31 країни, серед них 41 громадянин країн Євросоюзу та 1 громадянин України.

## Сусідні муніципалітети
- Арбореа
- Арбус
- Гуспіні
- Маррубіу
- Могоро
- Моргонджорі
- Сан-Ніколо-д'Арчидано
- Урас